# الیسئو
الیسئو (انگلیسی: Eliseu؛ زادهٔ ۱ اکتبر ۱۹۸۳) بازیکن فوتبال اهل پرتغال است. از باشگاه‌هایی که در آن بازی کرده‌است، می‌توان به باشگاه فوتبال رئال ساراگوسا اشاره کرد. وی همچنین در تیم ملی فوتبال پرتغال بازی کرده‌است.